# Frullania hutchinsiae
Frullania hutchinsiae là một loài rêu tản trong họ Jubulaceae. Loài này được (Hook.) Nees miêu tả khoa học lần đầu tiên năm 1838.